# 孔德 (上马恩省)
孔德（法語：Condes，法語發音：[kɔ̃d]）是法国上马恩省的一个市镇，属于肖蒙区。

## 地理
孔德（48°8'37"N, 5°8'43"E）面积5.08 平方千米，位于法国大東部大區上马恩省，该省份为法国东北部内陆省份，北起马恩省和默兹省，西接奥布省，西南接科多尔省，东南接上索恩省，东临孚日省。
与孔德接壤的市镇（或旧市镇、城区）包括：肖蒙、容什里、特雷、布雷特奈、图瓦雷特-夸西亚。

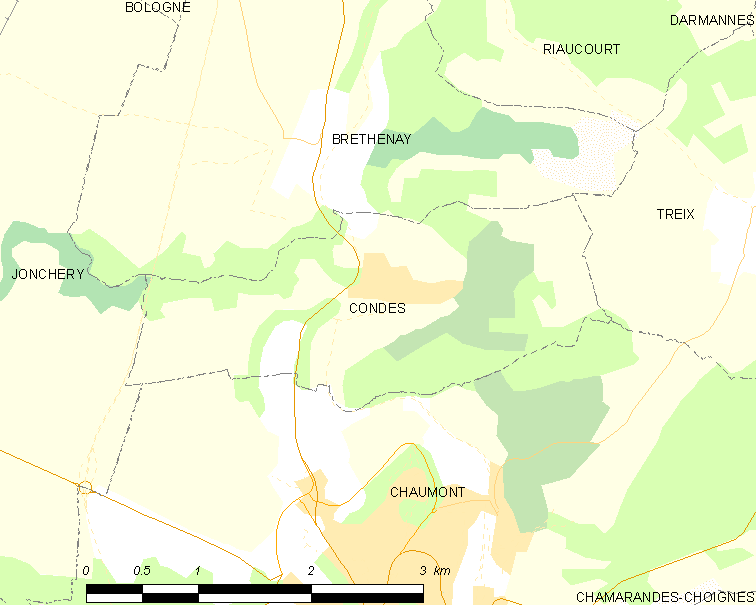
的OSM定位图

孔德的时区为UTC+01:00、UTC+02:00（夏令时）。

## 行政
孔德的邮政编码为52000，INSEE市镇编码为52141。

## 政治
孔德所属的省级选区为肖蒙第一县。

## 人口

1962-2008年间人口变化图示

孔德于2022年1月1日时的人口数量为293人。